# 4414 Сесостріс
4414 Сесостріс (4414 Sesostris) — астероїд головного поясу, відкритий 24 вересня 1960 року. Названий на честь міфічного давньоєгипетського царя Сезостріса.
Тіссеранів параметр щодо Юпітера — 3,547.